# Люди Икс: Начало. Росомаха (саундтрек)
«Люди Икс: Начало. Росомаха» (оригинальный саундтрек) — саундтрек к супергеройскому фильму «Люди Икс: Начало. Росомаха» (2009) от режиссёра Гэвина Худа, основанному на комиксах издательства Marvel Comics о мутанте Росомахе, роль которого исполнил Хью Джекман. Это четвёртый проект в серии фильмов о Людях Икс, первая часть трилогии о Росомахе, а также спин-офф/приквел к картинам «Люди Икс» (2000) и «Люди Икс 2» (2003). Гарри Грегсон-Уильямс не только написал музыку к фильму, но и спродюсировал саундтрек, релиз которого состоялся 28 апреля 2009 года, за 3 дня до выхода фильма, под лейблом Varèse Sarabande. Критики оценили саундтрек неоднозначно.

## Разработка
«Люди Икс: Начало. Росомаха» стал не только первым совместном проектом Худа и Грегсона-Уильямса, но и первым супергеройским фильмом, к которому композитор написал музыку. Они познакомились на 63-й церемонии вручения премии «Золотой глобус», где оба деятеля получили номинации за фильмы «Хроники Нарнии: Лев, колдунья и волшебный шкаф»  (2005) и «Цоци» (2005). Во время банкета Худ и Грегсон-Уильямс поделились друг с другом своими взглядами на музыку. Композитор был «рад», когда Худ позвонил ему с предложением написать музыку для фильма.
В конце марта 2009 года Джон Берлингейм из Variety посетил студию Newman компании 20th Century Fox, чтобы оценить процесс записи партитуры. Грегсон-Уильямс дирижировал оркестром из 78 музыкантов и хором из 40 певцов, чтобы достичь желанного результата. Берлингейм отметил, что участники хора пели «строфы из древней скандинавской поэмы на древнеисландском языке», чтобы подготовить почву для первого трека «Logan Through Time». По словам Худа, композитор должен был добиться «оперного масштаба», но при этом сохранить место для «интимности и человечности». Режиссёр назвал музыку «чертовски блестящей».

## Трек-лист
| №                   | Название                     | Длительность |
| ------------------- | ---------------------------- | ------------ |
| 1.                  | «Logan Through Time»         | 4:16         |
| 2.                  | «Special Priviledges»        | 1:58         |
| 3.                  | «Lagos, Nigeria»             | 5:10         |
| 4.                  | «Wade Goes To Work»          | 1:29         |
| 5.                  | «Kayla»                      | 2:50         |
| 6.                  | «Victor Visits»              | 2:05         |
| 7.                  | «Adamantium»                 | 4:17         |
| 8.                  | «Agent Zero Comes For Logan» | 3:06         |
| 9.                  | «Logan Meets Gambit»         | 4:36         |
| 10.                 | «To The Island»              | 3:43         |
| 11.                 | «Deadpool»                   | 4:09         |
| 12.                 | «The Towers Collapse»        | 3:23         |
| 13.                 | «Memories Lost»              | 2:56         |
| 14.                 | «...I'll Find My Own Way»    | 1:24         |
| Общая длительность: | Общая длительность:          | 45:22        |

## Восприятие
Томас Глорье из Maintitles резюмировал: «Новичкам сойдёт „Люди Икс: Начало. Росомаха“, чего нельзя сказать про заядлых меломанов». В своей рецензии для Movie Wave Джеймс Саутхолл отметил: «Если вы не особо вслушиваетесь в музыку и просто позволяете ей проникнуть в ваше сознание, когда она становится немного более интересной, то в саундтреке есть несколько занятных моментов. К сожалению, как правило речь идёт об отдельных моментах, а не полноценных композициях». В то время как Кирк Ханикатт из The Hollywood Reporter заявил, что саундтрек Грегсона-Уильямса «позволяет фильму разогнаться», Стив Вайнтрауб из Collider назвал его «ужасным» и описал, как «заглушающую любые эмоции музыку».
Filmtracks.com оставил следующий отзыв: «Саундтрек Грегсона-Уильямса представляет собой шаблонный список треков к низкокачественному супергеройскому боевику, который, скорее всего, не понравится тем, кто не входит в его фокус-группу». С другой стороны, Джонатан Брокстон оставил положительную рецензию: «Хотя ни один из предыдущих саундтреков к „Людям Икс“ нельзя назвать чем-то выдающимся, у Грегсона-Уильямса есть все шансы создать что-то менее консервативное и предсказуемое, чем современный гибридный альбом, который никогда не выходит за пределы чего-то просто „годного“». По мнению Марка Мортона из AllMusic, «Грегсону-Уильямсу удалось передать драматические эпизоды фильма через буйный хор и оркестровку, а также подчеркнуть напряжённые боевые сцены тревожной электронной музыкой».

## Участники записи
В работе над саундтреком приняли участие следующие люди:
- Написание музыки и продюсирование – Гарри Грегсон-Уильямс
- Дополнительная музыка — Халли Каутери
- Составитель саундтрека – Слэмм Эндрюс
- Помощь в программировании – Энтони Лледо
- Запись – Джоэл Иватаки
- Цифровые звукооператоры – Джейми Люкер, Том Хардисти
- Сведение – Малкольм Люкер
- Мастеринг – Эрик Лабсон
- Музыкальный редактор – Ричард Уитфилд
- Помощник музыкального редактора – Мери Гэвин
- Технический инженер – Коста Котселас
- Координатор музыкального производства – Ребекка Мореллато
- Музыкальный руководитель – Даниэль Диего
- Исполнительный продюсер – Роберт Таунсон
- Подготовка музыки – Букер Уайт
- Сотрудничество (20th Century Fox) – Том Кавано
- Ответственный за музыку (20th Century Fox) – Роберт Крафт

Оркестр
- Исполнитель – The Hollywood Studio Symphony
- Оркестровка – Лэдд Макинтош
- Дирижёр – Гарри Грегсон-Уильямс
- Подрядчик оркестра - Питер Роттер, Сэнди Де Кресент.
- Концертмейстер – Эндре Гранат

Инструменты
- Бас — Нико Абондоло (солист), Кристиан Коллгаард, Дэвид Парметр, Дрю Дембовски, Эдвард Мирес, Оскар Идальго
- Фагот — Майкл О’Донован (солист), Кеннет Мандей
- Виолончель — Стив Эрдоди (солист), Энтони Кук, Армен Ксаджикян, Кристин Ермакофф, Деннис Кармазин, Джордж Ким Скоулз, Дженнифер Ли Кун, Мартин Тиллман, Паула Хоххалтер, Стэн Шарп, Тревор Хэнди
- Кларнет — Стюарт Кларк (солист), Ральф Уильямс
- Электровиолончель — Мартин Тиллман
- Электроскрипка — Хью Марш
- Флейта — Дэвид Шостак, Джеральдин Ротелла, Хизер Кларк, Джеймс Уокер
- Арфа — Джо Энн Туровски
- Горн — Джеймс Тэтчер (директор), Брайан О'Коннор, Дэниел Келли, Дэвид Дьюк, Марк Адамс, Ричард Тодд, Стивен Бекнелл
- Гобой — Дэвид Вайс (солист), Крис Блет
- Ударные инструменты — Алекс Несиосуп-Акунья, Брайан Килгор, Майкл Фишер
- Обработанная труба — Майкл Уайт
- Тромбон — Александр Айлс (солист), Уильям Райхенбах, Филип Тил, Уильям Бут
- Труба — Малкольм Макнаб (солист), Дэвид Уошберн, Джон Льюис
- Туба — Дуг Торнквист
- Альт — Брайан Дембоу (солист), Эндрю Даклз, Кассандра Ричберг, Дэррин Макканн, Дэвид Уолтер, Денис Баффум, Кит Грин, Мэтью Фьюнс, Роберт Брофи, Стивен Гордон, Томас Динер, Виктория Мишкольчи
- Скрипка – Джули Энн Джиганте (солист), Эйми Крестон, Алан Грюнфельд, Алисса Парк, Анатолий Розинский, Армен Анассиан, Брюс Дуков, Кэролайн Кэмпбелл, Чарли Бишарат, Дариус Кампо, Димитри Лейвичи, Эрик Хослер, Ын-Ми Ан, Хелен Найтингейл, Ирина Волошина, Ишани Бхула, Жаклин Брэнд, Кеннет Йерке, Лоренц Гамма, Марк Сазер, Мивако Ватанабе, Натали Леггетт, Нина Евтухова, Филип Леви, Рафаэль Ришик, Ричард Альтенбах, Роберто Кани, Сара Паркинс, Сара Торнблейд, Сирми Парк, Серена МакКинни

Вокал
- Альт — Алета Брэкстон, Элис Кирван-Мюррей, Эмбер Эрвин, Эми Фогерсон, Донна Медин, Дреа Прессли, Эди Леманн Боддикер, Кимберли Свитцер, Мишель Хеммингс, Нэнси Сулахян, Нике Сент-Клер
- Бас и баритон — Эд Леви, Грег Дэвис, Грегг Гейгер, Джим Кэмпбелл, Жюль Грин, Марк Бисом, Марк Эдвард Смит, Майкл Гейгер, Рид Брутон, Скотт Графф, Ваче Барсумян
- Сопрано — Клер Федорук, Дайан Фрейман Рейнольдс, Элин Карлсон, Элисса Джонстон, Дженнифер Грэм, Джоанна Бушнелл, Карен Хогл Браун, Карен Уиппл Шнурр, Лесли Лейтон, Моник Доннелли, Самела Бисом, Тери Койде
- Тенор — Агостино Кастаньола, Эмик Байрам, Крис Гэмбол, Джордж Стерн, Джеральд Уайт, Джаспер Рэндалл, Джонатан Мак, Майкл Лихтенауэр, Шон МакДермотт, Шон Киршнер, Стив Данэм
- Вокалист — Джаспер Рэндалл